# Ebrima K. Sarr
Ebrima K. Sarr (* im 20. Jahrhundert) ist ein gambischer Politiker.

## Leben
| Parlamentswahl | Stimmen | Stimmanteil |
| -------------- | ------- | ----------- |
| 1992           | 4.646   | 56,00 %     |

Sarr trat als Kandidat der People’s Progressive Party (PPP) bei den Parlamentswahlen 1992 im Wahlkreis Northern Kombo an. Er konnte mit 56,00 % der Stimmen die meisten Stimmen vor Yusupha F. A. Cham von der National Convention Party (NCP) auf sich vereinigen und errang damit einen Sitz im House of Representatives. Bei den folgenden Parlamentswahlen 1997 und nach dem Putsch in Gambia 1994 von Yahya Jammeh und Verbot der PPP betätigte sich Sarr nicht mehr aktiv politisch.
Um 2000 bis zum 5. Juli 2002, als er von Momodou Lamin Jobarteh abgelöst wurde, war Sarr Divisional Commissioner der West Coast Region (später Gouverneur genannt).